# Vinořský rybník
Vinořský rybník, někdy též Biologický rybník je rybník v katastru pražské Vinoře o rozloze 1,5 ha. Je součástí přírodní rezervace Vinořský park. Vlastníkem rybníka je Praha, ve správě jej mají Lesy hl. m. Prahy. Rybník slouží jako retenční nádrž a k chovu ryb. Napájí jej Vinořský potok, který z něj i vytéká.
Potok byl od 30. let 20. století znečišťován těžkými kovy z průmyslových podniků ve Kbelích, znečištění kadmiem patřilo k nejvyšším na světě. Hlavním původcem byl podnik PAL a přidružené letecké opravny.
Ve Vinořském rybníku byly zjištěny nejvyšší hodnoty znečištění v celém povodí potoka. Sediment podle analýzy obsahoval 9 tun kadmia, 21 tun chromu, 15 tun mědi, 73 tun zinku, 4 tuny niklu a 1,5 tuny olova. Koncentrace kadmia v povrchové vrstvě běžně přesahovaly 2000 ppm. Asanace byla zahájena koncem srpna 1997. Rybník byl odbahněn, místy až do hloubky 1,5 metru, aby obsah kadmia nepřevyšoval 25 ppm. Celkem bylo na skládku odvezeno 19 380 tun znečištěných sedimentů, celkové náklady činily cca 11,5 mil. Kč.